# Correspondentie
Correspondentie is het al dan niet geregeld schrijven en ontvangen van brieven aan en van anderen. Correspondentie in  zakelijk opzicht kan eenmalig schriftelijk contact zijn. Als het privécorrespondentie betreft zijn het meerdere briefwisselingen. Er zijn veel beroemde correspondenties als boek uitgegeven. Ze geven niet zelden een intiem beeld van de belevingswereld van de schrijver(s).
In de achttiende en negentiende eeuw ontwikkelde zich een uitgebreide etiquette rond de correspondentie. Auteurs van brieven- en etiquetteboeken adviseerden wat van aanhef tot p.s. (postscriptum) de juiste stijl en inhoud van een brief zou zijn.